# 新乌檀
新乌檀（学名：Neonauclea griffithii），为茜草科新乌檀属下的一个种。

## 扩展阅读
維基物種上的相關：新乌檀